# Сороколд, Джордж
Джордж Сороколд (англ. George Sorocold, около 1668 — около 1738) — английский инженер XVIII века. Жил и работал в Дерби.

## Биография
Джордж Сороколд родился в Дерби примерно в 1668 году. Отец — Джеймс Сороколд, — переехал в Дерби из Ланкашира.
7 декабря 1684 Джордж женился на Мэри. С ней они имели 13 детей, но выжили только восемь из них.
Примерно между 1685—1687 годами Сороколд работал в Маклсфилде на водоснабжении. В 1687 занимался перевешиванием колоколов в Соборе Всех Святых (ныне Кафедральный собор Дерби).
В 1692 он сконструировал первый в Дерби водопровод, который использовал водяное колесо для накачивания по сделанным из стволов вяза трубам протяжённостью примерно четыре мили. Для них он разработал сверлильный станок, который позже запатентовал. Этот водопровод действовал примерно сто лет. Подобные конструкции он установил также в Бриджнорте, Бристоле, Диле, Кингс Лине, Лидсе, Ньюкасл-апон-Тайне, Норидже, Портсмуте, Шеффилде и Грейт-Ярмуте. В Лондоне он построил Марчантскую водопроводную станцию (Marchants Water Works), перестроил водопроводную станцию Лондонский мост и улучшил канал Нью-Ривер. Среди его нововведений были насосы с водяными колесами, которые поднимались и опускались в зависимости от уровня пара. Патент на это получил его коллега Джон Хэдли в 1693 году.
В 1695 и 1699 годах Сороколд разработал проект по улучшению навигации реки Деруэнт, который так и не был реализован. Участвовал также в улучшениях на реках Ли, Эйр и Кем.
Согласно описанию Томаса Котчета, имевшего опыт работы по ткачеству шёлка в Лондоне, Джордж Сороколд построил в Дерби первую шёлковую фабрику с механическим приводом. Станки он создал по голландскому образцу. Или потому, что они были менее производительны по сравнению с итальянским, или по экономической нецелесообразности, но проект закончился безуспешно.

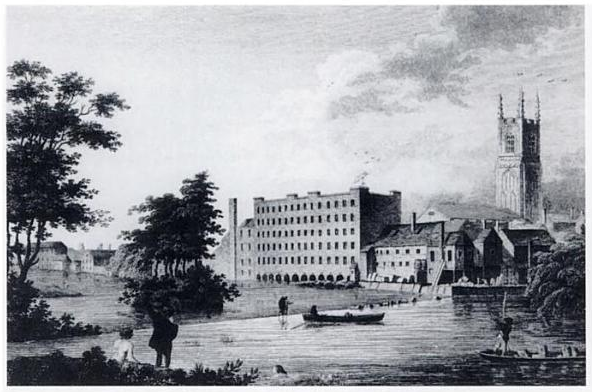
Фабрика Ломбе в XVIII веке

Однако идея была подхвачена Джоном Ломбе, который вместе с братом Томасом побудил Сороколда построить новую, большую фабрику по итальянскому образцу. Она возникла на месте старой и была завершена в 1722 году. Оборудование фабрики включало 10 000 веретен, 25 000 катушек для наматывания, примерно 5000 звёздчатых маховиков, более 9000 катушек для скручивания и 46 000 сгибальных катушек. Станки приводились в движение водяным колесом. В здании Фабрики Ломбе, значительно перестроенной после пожара 1910 года, сейчас располагается Промышленный музей Дерби.
Это фабрика чуть не стала местом смерти архитектора. Однажды, сопровождая посетителей, Соракалд потерял равновесие и упал в шлюз. Сила воды вытолкнула его у водяного колеса между двумя лопастями. К счастью, он успел проскочить через них, упав в помещение фабрики.
Также он улучшал системы водооттока в шахтах, строил кузницы и атмосферные двигатели.
Сороколда стал известным по всей стране и первым штатским, которого называли «инженером».
Дата смерти точно неизвестна, но ориентировочно считается после 1738 года.